# Beringen SH
| SH ist das Kürzel für den Kanton Schaffhausen in der Schweiz. Es wird verwendet, um Verwechslungen mit anderen Einträgen des Namens Beringen zu vermeiden. |

Beringen ist eine politische Gemeinde des Kantons Schaffhausen in der Schweiz. Am 1. Januar 2013 fusionierte Guntmadingen mit Beringen.

## Geographie
Beringen liegt im landwirtschaftlich geprägten Klettgau, am Fuss des Randen. Es grenzt im Nordosten an Schaffhausen, im Südosten an Neuhausen am Rheinfall, im Süden an Jestetten (Baden-Württemberg, Deutschland) und im Westen an Siblingen, Löhningen und Neunkirch. Im Eschheimertal, nahe dem Beringer Randenturm, liegt der geografische Mittelpunkt des Kantons Schaffhausen.

## Geologie
Um Beringen wurde einst Bohnerz gefördert.

Leo Wehrli mit der Volkshochschule Zürich auf einer Exkursion am Lauferberg, Bohnerzpinge

## Geschichte
Beringen gehört zu den Ortschaften im heutigen Kanton Schaffhausen, die schon früh erstmals erwähnt werden, nämlich 1090 in einer Schenkungsurkunde des Grafen Burkhard von Nellenburg an das Kloster Allerheiligen in Schaffhausen.
Die Urkunde Kaiser Otto I. aus dem Jahr 965, die oft als Ersterwähnungsurkunde von Beringen angeführt wird, ist eine Fälschung aus der zweiten Hälfte des 12. Jahrhunderts.
In Beringen lebten aber schon zur Bronzezeit, vor rund 3’500 Jahren, Menschen, von denen reiche Gräber gefunden wurden. Vor rund 2’000 Jahren waren es die Römer, die im Lieblosental eine Siedlung – einen Gutshof – gründeten. Sie wurden später durch die Alemannen über die Alpen zurückgedrängt.
Im Frühmittelalter erfolgte die eigentliche Gründung Beringens als die Siedlung des Bero. Von dieser Siedlung zeugt ein kleines Gräberfeld in der Flur Spinnbündten, das überaus wertvolle Funde, Fibeln (Broschen) aus Silber und Gold sowie Bronze und Glasgefässe erbracht hat. Sie gehören zu den wertvollsten Funden dieser Zeit auf Schweizer Boden und belegen, dass im 7. Jahrhundert hier eine reiche Familie ansässig war.
Ein adeliges Geschlecht ist in Beringen ab dem hohen Mittelalter belegt: Die Hünen von Beringen. Ihnen gehörte das – heute kaum noch erkennbare – Schloss in der Ortsmitte.

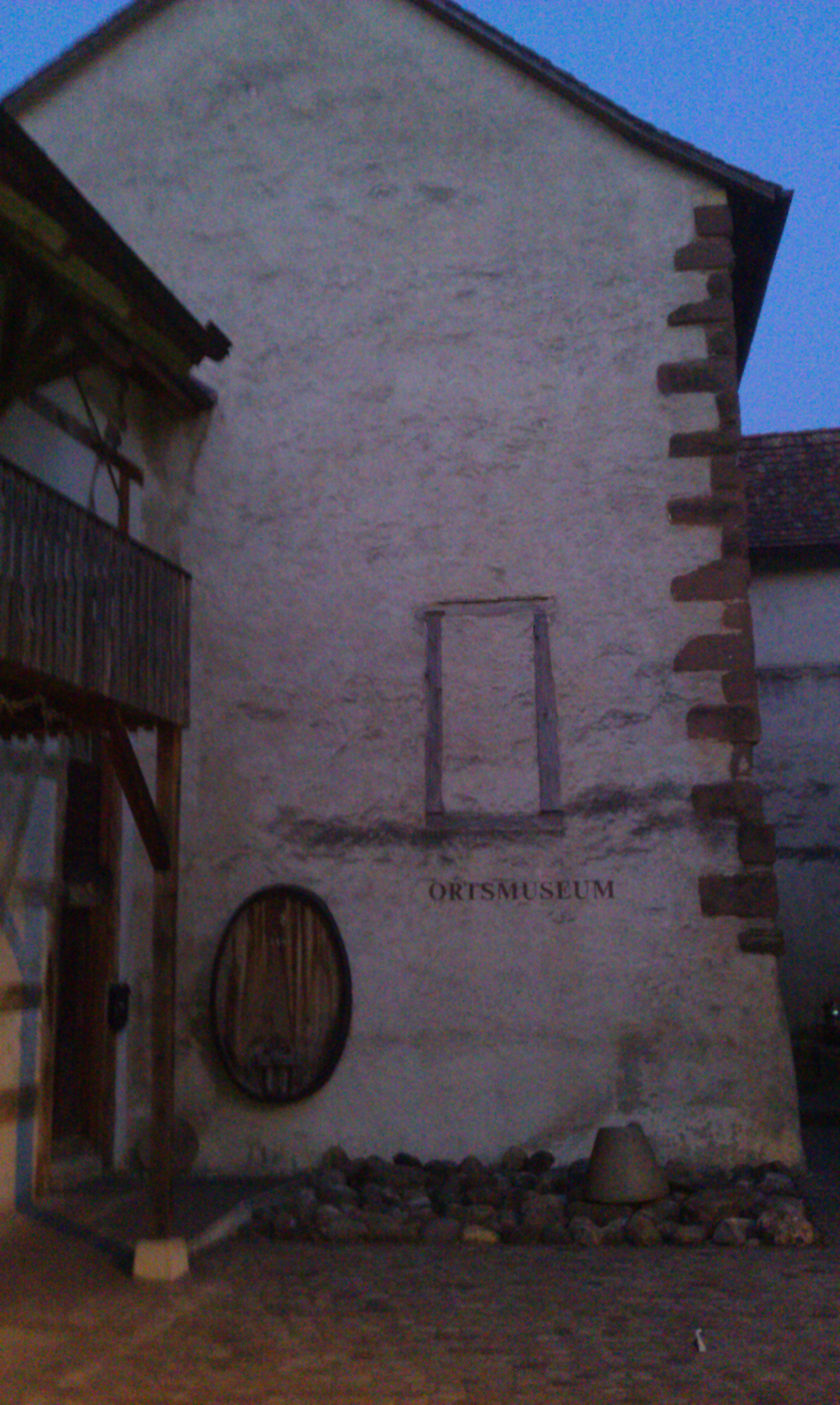
Wohnturm des Schloss Beringen: hier befindet sich das Ortsmuseum Beringen

Über die Einwohnerzahlen von früher können keine verlässlichen Angaben gemacht werden. Immerhin werden 1530 in einer Aufstellung der Herdstätten für Beringen 43 angegeben (zum Vergleich: Neunkirch 92, Gächlingen 24, Neuhausen 12, Trasadingen 10, Guntmadingen 5). Diese Zahlen belegen, dass Beringen damals das benachbarte Neuhausen an Grösse übertraf und eine der bedeutenden Dorfgemeinschaften des damaligen Stadtstaates Schaffhausen war.
1840 beschrieb Eduard Im Thurn, der erste Schaffhauser Statistiker, Beringen mit den folgenden Worten: „Pfarrdorf mit 145 Feuerstellen, liegt an der Landstrasse von Schaffhausen nach Freiburg im Breisgau. Seine Bewohner treiben Obst-, Wein-, Wiesen und Ackerbau, auch taglöhnen viele derselben in der Stadt.“
Dank den Fortschritten der Medizin und bei der Hygiene hatte die Bevölkerungszahl vom Ende des 18. bis zur Mitte des 19. Jahrhunderts rasch zugenommen. Dieser starke Bevölkerungszuwachs führte in der Landwirtschaft zu einer Güterzerstückelung mit vielen Klein- und Hungerbetrieben. Die Gemeinde konnte bald ihre Einwohner nicht mehr ernähren, so dass bis 1852 149 Beringer nach Amerika auswandern mussten.
Bis Anfang des 20. Jahrhunderts war Beringen noch ein kleines Bauerndorf. Daran erinnert auch das Dorfwappen. Wein und Brot waren die wichtigsten Lebensmittel der Einwohner und deren Erzeugung ihr wesentlichster Lebensinhalt.
Mit der Industrialisierung der Stadt Schaffhausen und des Nachbarortes Neuhausen wandelte sich Beringen während der 1930er und 1940er Jahre zum Vorort dieser neuen Industrieagglomeration. Seit den 1960er Jahren wurde Beringen ebenso schnell selbst zur Industriegemeinde.

Historisches Luftbild von Werner Friedli von 1950

## Wappen
Blasonierung
Gespalten von gelb mit blauer Traube und von rot mit weissem halbem Mühlrad.
Beringens Kirchenpatron ist der heilige Georg. Dieser ist auch als berittener Drachentöter auf weissem Grund auf einer bildlichen Darstellung des Wappens aus dem 16. Jahrhundert zu sehen. Später ist auf dem Wappen ein schwarzer, wachsender Bär in gelb auf dem Wappen zu sehen. Da sich der Namen der Ortschaft von Bero (Bär) herleitet, war dieses Wappen eine Versinnbildlichung des Namens. Zur Zeit des Ancien Régime entwickelte sich ein neues Wappen, das einerseits den seit Jahrhunderten bestehenden Mühlen, andererseits dem zur damaligen Zeit blühenden Weinbau Rechnung trug. Das älteste Siegel mit diesem Wappen ist von 1804 erhalten. Von 1839 ist noch ein Friedensrichtersiegel erhalten, das anstelle der Rebe ein Schweizerkreuz trägt.
Bei der Wahl des Gemeindewappens 1949 verzichtete man auf das Wappen mit dem heiligen Georg, da man Verwechslungen mit dem Wappen von Stein am Rhein verhindern wollte, und man es für eine protestantische Gemeinde für nicht schicklich hielt, einen Heiligen in ihrem Wappen zu führen. Der Vorschlag, den Bären im Wappen zu führen wurde zugunsten des bisher geführten Wappens schliesslich abgelehnt.

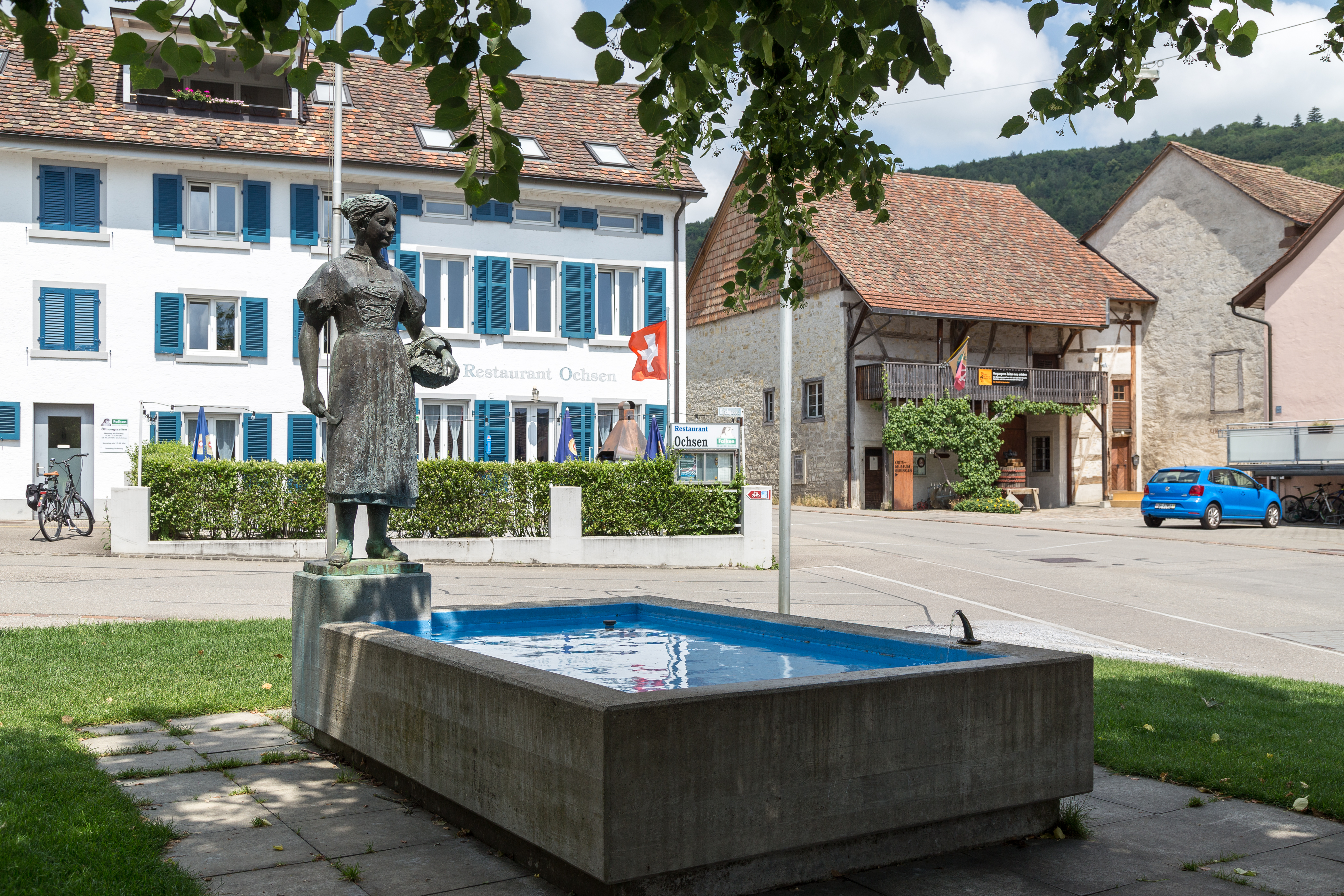
Brunnen am Brandplatz in Beringen SH

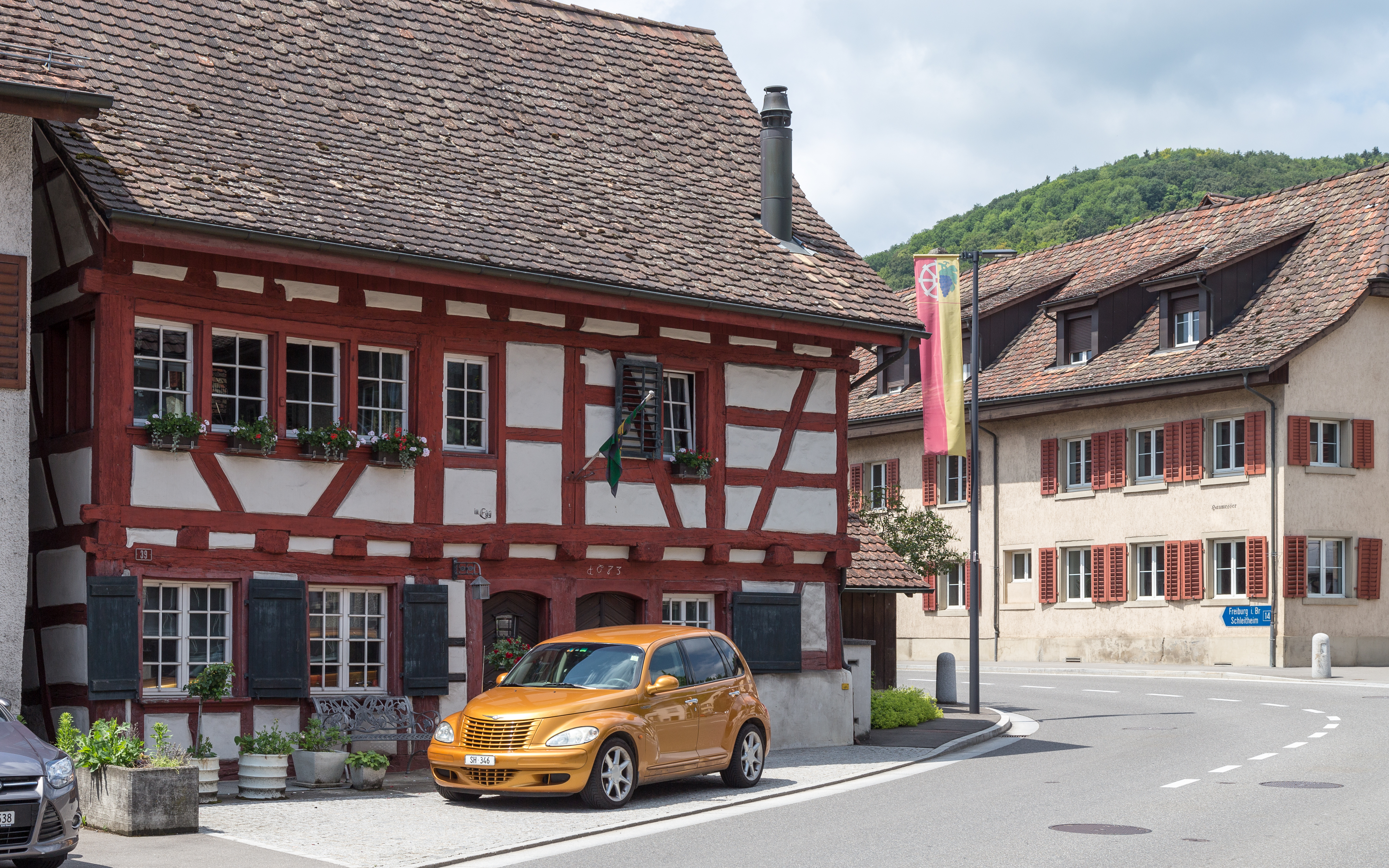
Häuser "Im Egg" und "Haumesser" in Beringen SH

## Politik
Die Legislative von Beringen wird durch den Einwohnerrat gebildet. Er umfasst 13 Mitglieder und wird alle vier Jahre im Proporz gewählt. Die untenstehende Grafik zeigt seine Zusammensetzung seit der Wahl vom 29. November 2020.
- SP: 3
- EVP: 1
- GLP: 2
- FDP: 2
- SVP: 5

| Name                 | Partei         | Rolle         |
| -------------------- | -------------- | ------------- |
| Gerold Baur          | SVP            | GPK-Präsident |
| Ralph Meier          | SVP            |               |
| Roman Schlatter      | SVP            |               |
| Jörg Schwaninger     | SVP            |               |
| Thomas Widmer        | SVP Plus       |               |
| Hugo Bosshart        | EVP            | Vizepräsident |
| Beatrix Delafontaine | FDP            | GPK-Mitglied  |
| Marcel Holenstein    | FDP            |               |
| Florian Donno        | GLP            |               |
| Christian Naef       | GLP            | GPK-Mitglied  |
| Bernhard Oettli      | SP             | GPK-Mitglied  |
| Lisa Elmiger         | Parteilos (SP) | Präsidentin   |
| Lukas Rüedlinger     | Parteilos (SP) |               |

Der Gemeinderat bildet die Exekutive der Gemeinde. Er besteht aus fünf Mitgliedern, die alle vier Jahre im Majorz gewählt werden. Er wird geleitet durch den Gemeindepräsidenten, zurzeit Roger Paillard (FDP, Stand 2021). Er besteht zurzeit aus diesen Personen.
| Name             | Partei    | Hauptreferat                      |
| ---------------- | --------- | --------------------------------- |
| Roger Paillard   | FDP       | Gemeindepräsident Bildungsreferat |
| Fabian Hell      | FDP       | Finanzreferat                     |
| Astrid Schlatter | SVP       | Vizepräsidentin Tiefbaureferat    |
| Luc Schelker     | Parteilos | Hochbaureferat                    |
| Corinne Maag     | GLP       | Sozialreferat                     |

## Verkehr

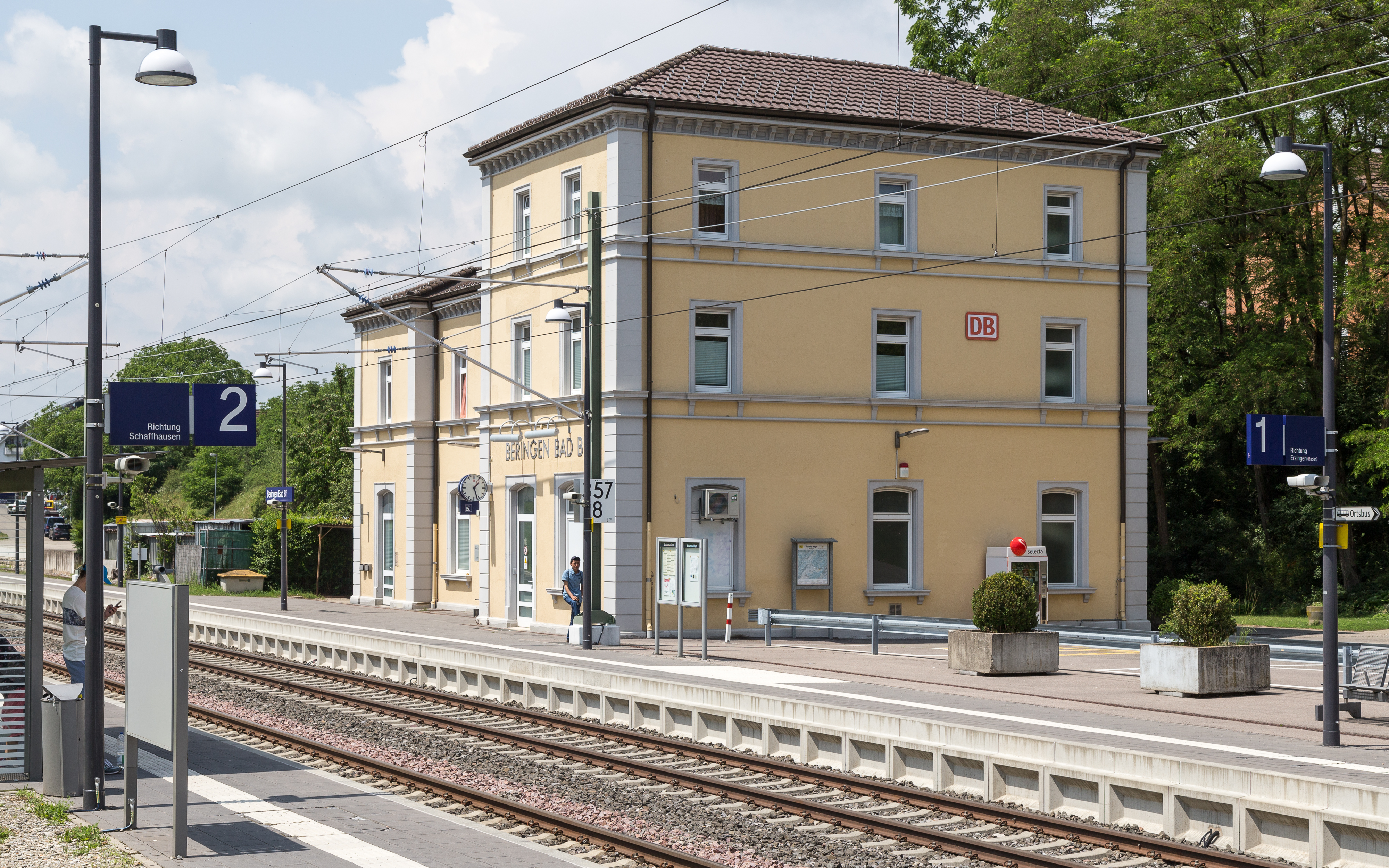
Badischer Bahnhof Beringen SH, ein DB-Bahnhof in der Schweiz

Am östlichen Rand von Beringen teilt sich die Hauptstrasse 14 (Frauenfeld – Schaffhausen – Neuhausen am Rheinfall – Schleitheim – Freiburg im Breisgau) und die Hauptstrasse 13 (auch Europastrasse 54, Singen am Hohentwiel – Schaffhausen – Neuhausen am Rheinfall – Trasadingen – Waldshut – Basel).
Eine nicht vollständig asphaltierte Nebenstrasse führt von Beringen über einen kleinen Höhenzug zum Quartier Breite der Stadt Schaffhausen. Diese Strasse wird auch der Kistenpass genannt, da sie über einen Hohen Punkt auf dem Randen führt.
Die Hochrheinbahn (Schaffhausen–Erzingen–Waldshut–Basel) führt durch Beringen, wo es den Beringer Bahnhof und (seit Herbst 2013) einen Haltepunkt Beringerfeld gibt, die von Zügen des Nahverkehrs bedient werden. Ausserdem verkehrt eine Überlandbuslinie von Schaffhausen nach Schleitheim (Regionallinie 21). Eine zweite Buslinie besteht mit dem sogenannten Ortsbus (Regionallinie 28) welche Beringen mit dem Ortsteil Guntmadingen verbindet und vor allem dafür da ist die Schüler aus Guntmadingen nach Beringen zu befördern oder umgekehrt. Am 5. Oktober 2013 wurde der Ausbau der Bahnstrecke zwischen Erzingen und dem Bahnhof Schaffhausen abgeschlossen und dem Betrieb übergeben. Sie wurde von Erzingen bis Beringen auf 12,5 km Länge zweigleisig ausgebaut sowie bis Schaffhausen elektrifiziert. Seither verkehrt die S-Bahn Schaffhausen nach Trasadingen bzw. Erzingen im Halb- bzw. Stundentakt. Sie hat die Buslinie der deutschen Südbadenbus GmbH abgelöst.

## Kultur und Sehenswürdigkeiten
Das Ortsmuseum im Herzen von Beringen ist ein Wohnturm aus dem 13. Jahrhundert. Das sogenannte „Schloss“ war Stammsitz der „Edlen Hün von Beringen“, die im Hochmittelalter Inhaber der Dorfvogtei waren. Es beinhaltet eine volkstümliche Sammlung von Maschinen aus Handwerk, Feuerwehr und Militär, sowie Werke von regionalen Künstlern. Beim Ausbau des Museums legte der Archäologische Dienst eine Ruine frei, die man heute im Ortsmuseum besichtigen kann.
Der Beringer Randenturm ausserhalb des Dorfes ist ein beliebter Aussichtspunkt für Einheimische und Besucher. Die 26 Meter hohe Stahlkonstruktion wurde 1998 erbaut und ersetzte so den Holzturm, welcher bis dahin an der Stelle stand.
Beringen verfügt mit über 50 Vereine aus diversen Bereichen über ein aktives Vereinsleben.

## Bildung
Beringen verfügt über Schulen für alle Altersklassen und Schulstufen. Da die umliegenden Gemeinden Löhningen und Guntmadingen keine Sekundar- oder Realschulen betreiben, gehen die Jugendlichen in Beringen zur Schule.
Früher gab es verschiedene Primarschulen in Beringen. Das „alte Schulhaus“ am Schulberg, welches nach dem Neubau des Schulhauses Schützeweg während einigen Jahren nicht mehr als Schule genutzt wurde, beherbergt heute eine KiTa.
Der „Pavillon“ am Zimmerberg war ein Provisorium mit 3 Gebäuden, welches im Jahr 2004 abgerissen wurde. An seinem Standort befindet sich heute der Doppelkindergarten Haargasse. 1995 wurden die vorwiegend von der Primarschule genutzten Schulhäuser Schützeweg I und II fertiggestellt.
Das ältere Sekundar- und Realschulhaus Zimmerberg I liegt südlich der Primarschulhäuser Schützeweg. Die Anlage verfügt über eine Sporthalle („Alte Turnhalle“), in einem Gebäude gegenüber liegen die für Veranstaltungen genutzte Mehrzweckhalle („Zimmerberghalle“) und die „Neue Turnhalle“.
Im Februar 2014 wurde das Oberstufenschulhaus Zimmerberg II westlich des älteren Oberstufenschulhauses eingeweiht, es wurde vom Zürcher Architekturbüros Niedermann Sigg Schwendener entworfen und innert zweier Jahre errichtet.
Ein Doppelkindergarten befindet sich seit längerem an der Gellerstrasse, der Kindergarten Haargasse im Süden des Schulareals Zimmerberg wurde auf August 2015 zu einem Doppelkindergarten erweitert. Seit Sommer 2022 gibt es neu noch einen Kindergarten im Benze im Engequartier, welcher bei zunehmender Schülerzahl ebenfalls zu einem Doppelkindergarten erweitert werden könnte. Ein Teil der Kindergärtler der Gemeinde Beringen / Gundmadingen besucht den Kindergarten im Schulhaus Guntmadingen.

## Freizeit und Sport
Das Freibad Gwaagge Badi wurde 1969 eröffnet, seit dem Umbau 2013/14 hat es eine natürliche Wasseraufbereitung durch einen Teich.
Verglichen mit der Dorfgrösse verfügt Beringen über ein sehr gutes Sportangebot. Ein Fitnesscenter, mehrere Fussballplätze, ein Basketballplatz, eine Skateboard Halfpipe, ein Pumptrack, sowie insgesamt 8 Tennisplätze auf 4 Anlagen geben Sportlern die Möglichkeit, sich vielseitig zu betätigen.

## Persönlichkeiten
- Beat Heinrich Bolli (1858–1938), Rechtsanwalt, Politiker und Diplomat